# 车票之旅
车票之旅是一款回合制战略游戏以及德式桌上遊戲，該遊戲以铁路為主题 ，玩家要先抽车票牌，然后根据车票牌的颜色来摆放相应颜色的火车。該遊戲于2004年開始发行。截至2024年，该游戏全球销量已达1800万份，并被翻译成33种语言。 